# Küchendebatte

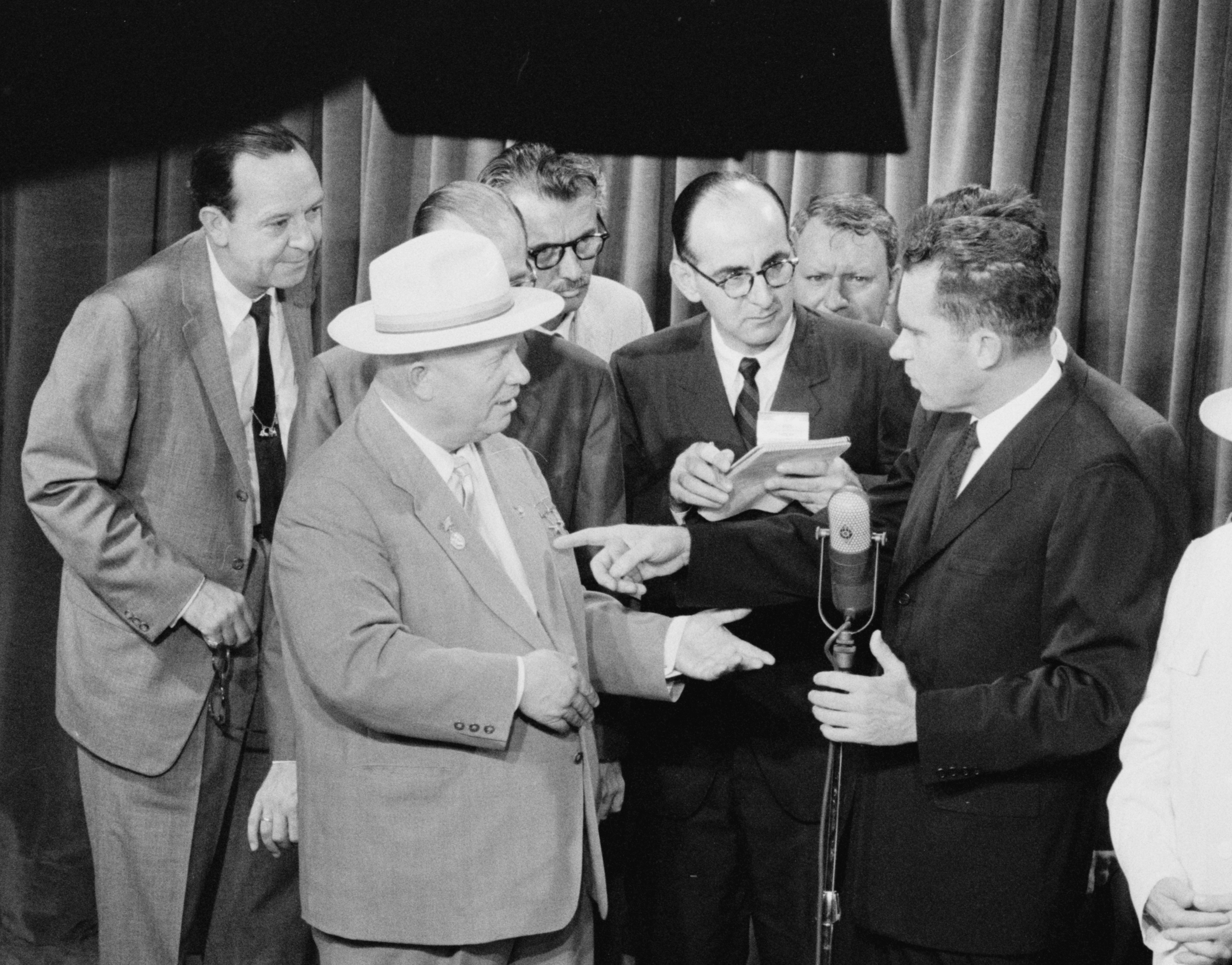
Die Küchendebatte: Der sowjetische Staats- und Parteichef Nikita Chruschtschow und der US-Vizepräsident Richard Nixon diskutieren auf einer US-Ausstellung in Moskau neben einer amerikanischen Modellküche über die Vorzüge von Kommunismus und Kapitalismus

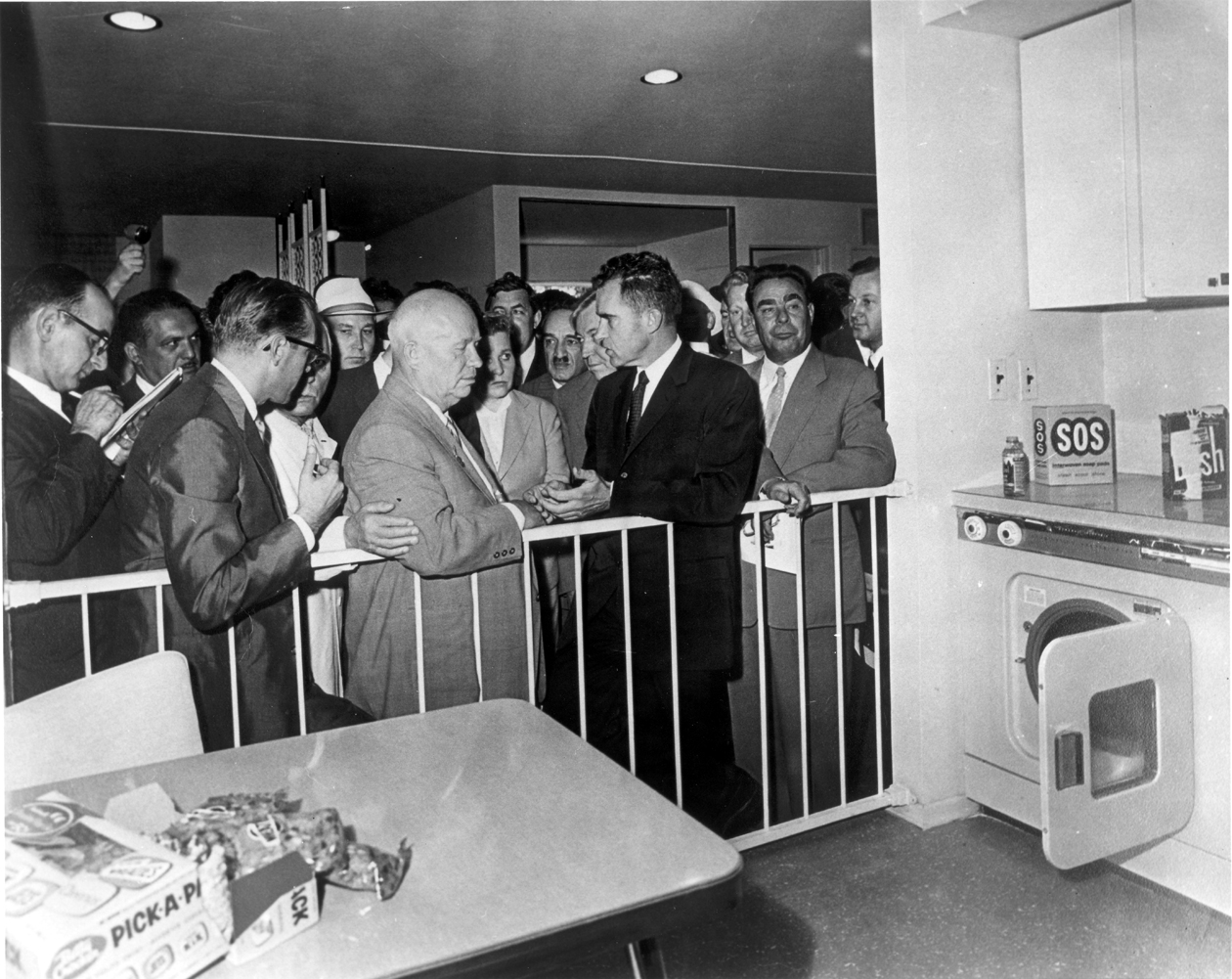
Die Küchendebatte: Der sowjetische Staats- und Parteichef Nikita Chruschtschow und der US-Vizepräsident Richard Nixon

Als Küchendebatte wird eine ungewöhnliche Debatte zwischen Richard Nixon und Nikita Chruschtschow vor einer Ausstellungsküche bezeichnet.
Während des Besuchs der Amerikanischen Nationalausstellung 1959 in Moskau, die im Rahmen eines Kulturaustauschprogramms stattfand, führten der damalige US-amerikanische Vizepräsident Nixon und der sowjetische Ministerpräsident Chruschtschow vor laufenden Fernsehkameras am 24. Juli eine improvisierte Debatte über Vor- und Nachteile des Kommunismus und des Kapitalismus. Nixon versprach Chruschtschow, dass jedes seiner Worte, die er hier sagen würde, unzensiert im amerikanischen Fernsehen gesendet werde. Gleichzeitig hielt Chruschtschow in überschwänglicher Art Nixons Hand so fest, dass dieser sich nicht aus dem Griff befreien konnte.
Die Küchendebatte spiegelte in überzeichneter Weise den Kalten Krieg auf persönlicher Ebene wider.